# Bo Lindman
Bo Lindman (Estocolmo, 8 de fevereiro de 1899 – 30 de julho de 1992) foi um pentatleta sueco, campeão olímpico.

## Carreira
Bo Lindman representou seu país nos Jogos Olímpicos de 1924, 1928 e 1932, na qual conquistou a medalha de ouro, no individual, em 1924.